# Humán herpeszvírus-8
A humán herpeszvírus-8 vagy Kaposi-szarkómához társuló herpeszvírus (angol rövidítéssel HHV-8 vagy KSHV) a nyolcadikként leírt, embereket is megfertőző herpeszvírus. A HHV-8 képes (AIDS-betegekben is előforduló) Kaposi-szarkómát, primer effúziós limfómát, a multicentrikus Castleman-betegség egyes formáit és KSHV gyulladásos citokinszindrómát okozni. A HHV-8 egyike a hét ismert vírusnak, amely emberekben tumort indukál.

## Felfedezése
Kaposi Mór 1872-ben leírt egy rosszindulatú érdaganatot, amelyet róla neveztek el Kaposi-szarkómának (eredeti neve a bőr idiopátiás multiplex pigmentált szarkómája). A Kaposi-szarkómát sokáig a zsidó és mediterrán származású idős férfiak ritka betegségeként tartották számon, míg ki nem derült, hogy Fekete-Afrikában viszonylag gyakori. Emiatt már az 1950-es években felmerült, hogy valamilyen vírus okozhatja. Az 1980-as évek elején rohamosan terjedő AIDS-járvánnyal párhuzamosan a Kaposi-szarkóma rendkívül gyakorivá vált a homo- vagy biszexuális AIDS-betegek körében: mintegy a felüket érintette. A betegség epidemiológiai analízise alapján Valerie Beral, Thomas Peterman és Harold Jaffe 1990-ben felvetette, hogy a szarkómát egy ismeretlen, szexuális úton terjedő vírus okozza, amely csak akkor indukál tumort, ha a beteg immunszupresszált állapotban van (pl. AIDS-ben szenved).

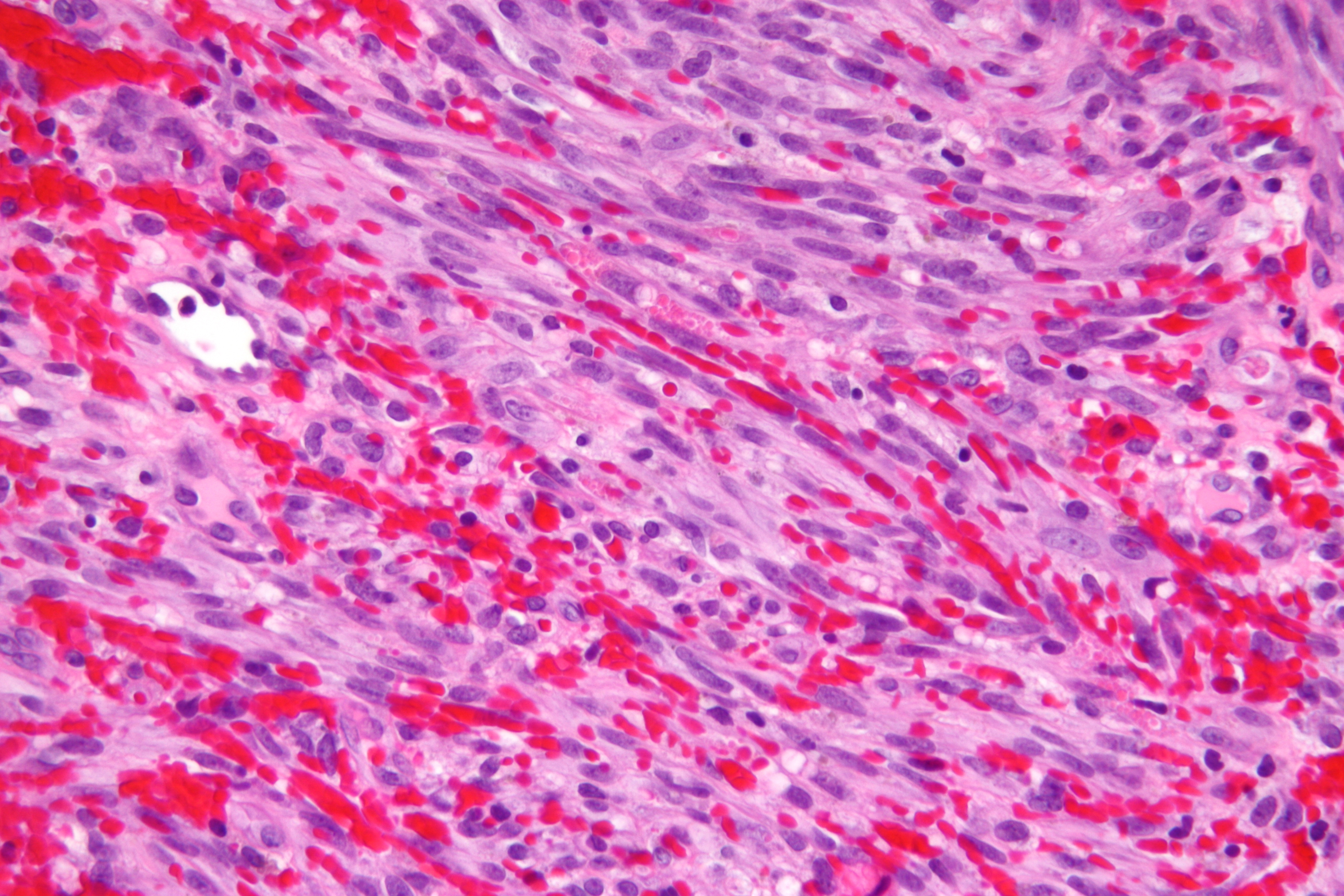
Kaposi-szarkóma szövettani képe

1994-ben Patrick S. Moore és felesége, Yuan Chang a Columbia Egyetemen Kaposi-tumorszövetből egy addig ismeretlen herpeszvírus DNS-darabjait izolálta. Mások már 1984-ben is jelezték, hogy a tumor elektronmikroszkópos képein herpeszvírus-szerű képleteket vélnek felfedezni. Chang és Moore a tumorból és a mellette lévő egészséges szövetből nyert DNS eltéréseire koncentrált és így talált rá azokra a kis DNS-fragmentumokra, amelyek valójában csak a vírusgenom 1%-át jelentették. A fragmentumok szekvenálása után kiderült, hogy hasonlítanak a herpeszvírusokra, de egyetlen ismert fajjal sem azonosíthatóak. Az ismert szekvenciákból kiindulva a kutatópáros két év alatt a teljes vírusgenomot feltárta.
A közölt szekvenciák alapján világszerte sikerült kimutatni az új vírust mind a klasszikus, mind az AIDS-hez társult, mind az afrikai endemikus Kaposi-szarkómából. Az epidemiológiai vizsgálatok alapján a kórokozó általánosan elterjedt egész Fekete-Afrikában, közepesen gyakori a mediterrán régióban (Olaszország, Görögország, Izrael, Szaúd-Arábia) és viszonylag ritka Észak-Európában és Észak-Amerikában. A homo- és biszexuális férfiak könnyebben megfertőződnek (feltehetően szexuális úton), míg a fejlődő országokban a vírus főleg nem-szexuális módon terjed.

## Biológiája
A többi herpeszvírushoz hasonlóan a HHV-8-nak is viszonylag sok gént tartalmazó, lineáris, kettős szálú DNS-genomja van, amit hozzá kapcsolódó fehérjeburok, ún. kapszid vesz körbe. A kapszidot amorf fehérjeréteg, tegument borítja és az egész vírusrészecskét a gazdasejt sejthártyájából származó lipidmembrán burkolja be. A HHV-8 genomja kb. 165 ezer bázispár hosszú. Érdekessége, hogy több génje a gazdasejttől származik, többek között egy komplementkötő fehérje, az interleukin-6, az apoptózist szabályozó BCL-2 és Flice inhibíciós faktor, a ciklin-D, egy G-proteinhez kapcsolódó receptor, interferonregulációs faktorok, valamint több DNS-szintézishez szükséges enzim, mint a dihidrofolát reduktáz, timidin kináz, timidilát szintáz, DNS -polimeráz és mások. A többi humán tumorvírus nem tartalmazza ugyanezeket a géneket, de alapvetően ugyanazokba a tumorszupresszor, sejtciklus-szabályozó és apoptózisreguláló folyamatokba avatkoznak be.
A vírusrészecske pinocitózissal jut be a gazdasejt limfocitákba, ahol hosszú időre látens állapotban maradhat és csak az ún. látenciához társuló nukleáris antigénje (LANA) aktív. A vírus ilyenkor plazmidszerű cirkuláris, "csupasz" DNS-ként található a sejtmagban. A LANA feladata, hogy a gazdakromoszómákhoz horgonyozza ki a vírusgenomot, gátolja a tumorszupresszor hatású p53 és retinoblasztóma proteineket, valamint megakadályozza a vírus aktív szaporodásához szükséges gének működését. Bizonyos hatások, pl. gyulladásos folyamatok kibillentik a HHV-8-at az alvó állapotból és megindul a vírusgenom másolása (a kör alakú eredetiről lineáris másolatok készülnek az ún. "guruló kör" modell szerint), a burokfehérjék gyártása és az új vírusrészecskék (virionok) összeszerelődése. A gazdasejtben több ezer virion képződik, ami többnyire a pusztulásával jár.
A látens és aktívan szaporodó (litikus) fázis között a virális ORF50 gén terméke, a replikációs transzaktiváció aktivátor (RTA) kapcsol át. Őt magát a sejt belső szignáljai aktiválják, utána pedig másodlagosan és harmadlagosan egy sor másik vírusgént kapcsol be, és a láncreakció végeredményeképpen megindul a víruskapszid komponenseinek és a DNS-szintézishez szükséges enzimeknek a termelése.

## Patológiája
A HHV-8 terjedésének módja nem teljesen ismert. Megfertőzhet egészséges személyeket, akik azonban nem mutatják a fertőzés jeleit, mert az immunrendszerük meggátolja a kórokozó szervezeten belüli terjedését. A fertőzés akkor jár megbetegedéssel, ha az immunválasz valamiért lecsökken, pl. AIDS-betegekben, kemoterápiát kapó vagy szervátültetett páciensekben, esetleg ritkán idős személyekben.
A fertőzött állapot élethosszig tart, de a jól működő immunrendszer aszimptomatikus állapotban tartja a hordozót; többségük soha nem mutatja jelét, hogy együtt él a HHV-8-cal.
A HHV-8 négy megbetegedés kórokozója lehet:
- Kaposi-szarkóma – az erek endotéliumának tumora, amely jellegzetes sötét barnásvörös léziókkal jár többnyire a bőrön, kisebb mértékben a belső szerveken vagy nyirokcsomókon
- multicentrikus Castleman-betegség – a B-sejtek túlszaporodásával járó kórkép
- primer effúziós limfóma – agresszív monoklonális B-sejtes limfóma
- KSHV gyulladásos citokinszindróma – a Castleman-betegség tüneteit mutató, de szövettanilag eltérő betegség

## Epidemiológiája
A HHV-8 elterjedtsége nagy különbségeket mutat a különböző földrajzi régiókban. A lakosságnak az a hányada, amelynek vére ellenanyagokat tartalmaz a vírus ellen (vagyis találkozott már vele, valószínűleg fertőzött) Észak-Európában, Délkelet-Ázsiában és a karibi térségben 2-4%, A mediterrán régióban 10%, Fekete-Afrikában pedig elérheti a 40%-ot. Dél-Amerikában ritka, de az indiánok körében viszonylag magas a gyakorisága. Kínában az északkeleti, Közép-Ázsiával szomszédos Hszincsiangban előfordulása eléri a 19%-ot, míg a közép-kínai Hupej tartományban csak 9,5%. Magyarországon a véradók körében 3,5%-os prevalenciát mértek.
Bár a fertőzöttség mértéke a kor előrehaladtával általában arányosan növekszik, a fejlődő országokban a fiatal korcsoportok magasabb vírusjelenlétet mutathatnak. A HIV-vel vagy papillómavírussal fertőzött személyek körében a HHV-8 jelenléte is magasabb. Afrikai felmérések szerint jelentős lehet az anyáról gyermekre való átadódás.
A ma létező HHV-8 törzsek közös őse a becslések szerint 30 ezer évvel ezelőtt létezhetett, míg kínai kutatók a Hszincsiang tartományban izolált vírusminták közös ősét kb. kétezer évvel ezelőttre teszik. Mivel ezen a régión haladt át a selyemút, elképzelhető, hogy a kereskedők vitték át a HHV-8-at a Mediterráneumból Kínába.

## A HHV-8 génjei
A HHV-8 genomja kb. 90 gént és több, csak RNS-re átíródó régiót tartalmaz. Neveikben az ORF jelzés arra utal, hogy felfedezésekor a Herpesvirus saimiri-hez hasonlították és annak génjei (nyílt leolvasási keretei, angol rövidítéssel ORF) után nevezték el. A K-val jelöltek csak a HVV-8-ban vannak jelen. Néhány gén funkciója jól ismert, mások hatása ismeretlen.
ORF2 – dihidrofolát-reduktáz
ORF8 – gB – a lipidburok glikoproteinje, a sejtbe való bejutáskor van szerepe
ORF9 – Pol8 – DNS-polimeráz
ORF10 – az RNS-exportot és az I. típusú interferonokra adott választ szabályozza
ORF16 – vBcl2
ORF18, ORF24, ORF30, ORF31, ORF34, ORF66 – virális transzkripciós faktorok a kései fázis génjeinek aktiválásához
ORF21 – vTK – timidin-kináz
ORF22 – gH – a lipidburok glikoproteinje, a sejtbe való bejutáskor van szerepe
ORF23 – nem ismert
ORF25, ORF26 és ORF65 – kapszidproteinek
ORF33 – a vírusrészecske képződésében van szerepe
ORF34 – nem ismert
ORF35 – pontosan nem ismert, mutációja a korai gének aktivációjának elmaradásával jár
ORF36 – vPK – protein-kináz
ORF37 – SOX – DNS-vágó aktivitása a vírusgenom virionba való csomagolásához szükséges, ezenkívül RNS-vágó hatásával szabályozza a gazda génjeit
ORF38 – a vírusrészecske képződésében van szerepe
ORF39 – gM – a lipidburok glikoproteinje
ORF40 és ORF41 – a DNS-másoláshoz szükséges helikáz és primáz
ORF42 – nem ismert
ORF45
ORF47 – gL – a lipidburok glikoproteinje, a sejtbe való bejutáskor van szerepe
ORF49 – talán a vírusgének kifejeződését szabályozza
ORF50 – RTA – az aktív szaporodást (litikus fázis) beindító transzkripciós faktor
ORF52 – KicGAS – tegumentprotein
ORF53 – gN – a lipidburok glikoproteinje
ORF55 – nem ismert
ORF57 – MTA – a vírusgénekről átíródó RNS stabilitását szabályozza
ORF59 – PF–8 – a DNS-polimeráz alegysége
ORF67 és ORF69 – a sejtmagból való transzportot szabályozza
ORF70 – timidilát-szintáz
ORF72 – virális ciklin
ORF73 – LANA – látenciát szabályozó faktor
ORF74 – virális G-proteinhez kapcsolódó fehérje
ORF75 – foszforibozilformilglicinamide-amidotranszferáz (FGARAT)
PAN – nem-kódoló RNS
mikroRNS-ek – a látencia idején szabályozzák a sejtosztódást és apoptórzist
K1 – onkogén
K3 és K5 – ubiquitin-ligáz – az antigénprezentációt szabályozza
K4 – virális CCL2 – kemokin
K4.1 – virális CCL3 – kemokin
K8 – transzkipciós represszor – kromatinszabályozó
K8.1 – a lipidburok glikoproteinje
K9 – virális interferonreguláló faktor-1 (IRF-1)
K10 – virális IRF-4
K10.5 – virális IRF-3/LANA2 – a látencia idején aktív
K11 – virális IRF-2
K12 – kaposin
K13 – virális FLIP (apoptózisszabályozó protein)

## Fordítás
- Ez a szócikk részben vagy egészben  a   Kaposi's sarcoma-associated herpesvirus című angol Wikipédia-szócikk ezen változatának fordításán alapul.  Az eredeti cikk szerkesztőit annak laptörténete sorolja fel. Ez a jelzés csupán a megfogalmazás eredetét és a szerzői jogokat jelzi, nem szolgál a cikkben szereplő információk forrásmegjelöléseként.